# Yund
El yund (en árabe: جند‎ ŷund, en plural aŷnad, اجناد) fue un vocablo del tiempo de los primeros Estados musulmanes, que se usaba para denominar a las colonias militares establecidas en las tierras conquistadas y, en especial, a las formadas en el Levante, así como a los ejércitos de cada una de ellas. Posteriormente la palabra se empleó con sentidos diferentes en el mundo musulmán.

## Origen y evolución de la palabra
El vocablo yund es de origen iranio y aparece mencionado en el Corán, en el que designa a una tropa. En tiempos del Califato omeya, adoptó un significado más preciso: el de colonia militar o territorio en el que se asentaban soldados árabes a los que se podía enviar en campañas más o menos largas y también el de la unidad militar que proporcionaba cada una de estas colonias.
Paulatinamente, la palabra pasó a designar asimismo el conjunto de las fuerzas armadas de un Estado. En este sentido, uno de los departamentos del fisco califal, el diwan al-yund, gestionaba el pago de las soldadas y el abastecimiento del ejército. Además, los geógrafos de los siglos IX y X usaban la palabra aŷnad como sinónima de amṣar (grandes ciudades).

## Levante

El Levante (Bilad al-Sham) y sus provincias (aŷnad) en tiempos del Califato abasí (siglo).

La zona de uso por antonomasia del término fue el Levante, que se cree que el califa ortodoxo Abu Bakr dividió en cuatro aŷnad o distritos militares: Homs (Yund Homs), Damasco (Yund Dimashq), Jordán (Yund al-Urdunn) y Palestina (Yund Filastin). El califa omeya Yazid I luego añadió uno más, el de Qinnasrin (Yund Qinnasrin). Esta división fue característica del Levante y no se aplicó a otras provincias califales, que en general quedaron administradas por un único gobernador; por ello a menudo se las llamaba en conjunto al-Shamat, el Levante.
Los territorios de las aŷnad se ajustaban aproximadamente a las anteriores provincias bizantinas, con algunas variaciones. Su creación se debió al deseo de los gobernantes musulmanes de conservar el Levante y defenderse de las acometidas bizantinas. Por ello las capitales de estas nuevas unidades administrativas se fijaron en lugares equidistantes unos de otros —debían servir de centros de control del territorio y de organización de sus fuerzas militares— y lejos de la costa, para evitar posibles ataques por mar. Los ejércitos de los aŷnad levantinos estaban compuesto exclusivamente por árabes que recibían soldadas (ʿatāʾ) provenientes de los impuestos sobre la tierra (jaray), además de tierras. Cuando se hallaban en campaña, a sus miembros les acompañaban sus dependientes (shākiriyya) y los voluntarios (mutaţawwiʿa).
El Califato abasí conservó la división del Levante en aŷnad y también lo hicieron los Estados que lo sucedieron en la región, hasta los tiempos de los mamelucos. En tiempos de los abasíes, a menudo existía, sin embargo, un gobernador general del Levante con autoridad sobre toda la región. En el 785, el califa Harún al-Rashid creó un nuevo distrito militar, el Yund al-'Awasim, en el norte, que abarcaba la zona fronteriza con el Imperio bizantino.

## Egipto
En Egipto se estableció una colonia militar (miṣr) en Fustat poco después de la conquista de la región por los musulmanes. Los colonos árabes que la habitaban recibieron el nombre de yund de Egipto. Estos, como los aŷnad levantinos, estaban registrados como soldados en el dīwān y recibían por ello soldadas. Durante mucho tiempo, fueron el único ejército musulmán del territorio y en calidad de tal gozaron de gran influencia en la política de la provincia; defendieron denodadamente su posición privilegiada durante los dos primeros siglos del periodo musulmán egipcio, hasta que la perdieron finalmente en la Cuarta Fitna.

## Al-Ándalus

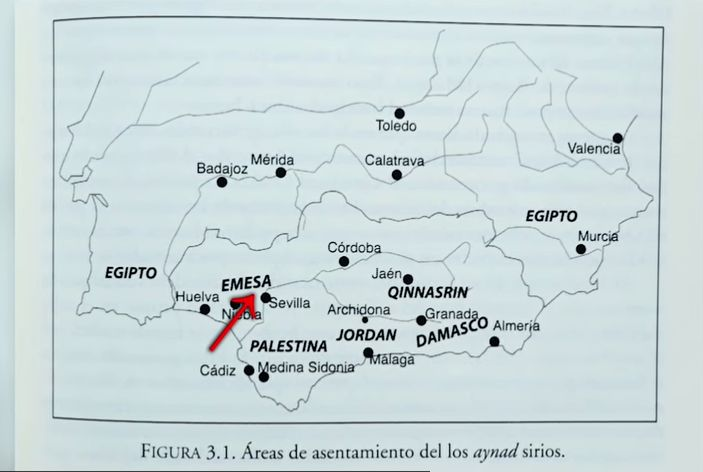
Mapa de los aynad syrios en al-Ándalus

El sistema de yund se extendió también en al-Ándalus: en el 743, las fuerzas derrotadas en la revuelta bereber y refugiadas en la península ibérica recibieron tierras y bienes en nueve provincias (mujannada). En el siglo X, la palabra yund se usaba ya para designar tanto a estos «sirios» como a los voluntarios de las campañas (ḥushud), y diferenciarlos de los mercenarios extranjeros (ḥasham).

## Magreb
En el Magreb, a partir del reinado de los aglabíes que gobernaron Ifriqiya, la palabra yund pasó a designar a la guardia palatina y rara vez se usaba ya para nombrar al conjunto del ejército. En el Egipto mameluco se utilizó luego con el mismo sentido: se usaba para nombrar una parte de las tropas del sultán, aunque no a su guardia personal.